# Landgericht Tilsit
Das Landgericht Tilsit war ein preußisches Gericht der ordentlichen Gerichtsbarkeit im Bezirk des Oberlandesgerichtes Königsberg mit Sitz in Tilsit.

## Geschichte
Das königlich preußische Landgericht Tilsit wurde mit Wirkung zum 1. Oktober 1879 als eines von sieben Landgerichten im Bezirk des Oberlandesgerichtes Königsberg gebildet. Der Sitz des Gerichtes war Tilsit. Das Landgericht war danach für die Kreise Heydekrug, Memel, Niederung, Ragnit und Tilsit zuständig. Ihm waren ursprünglich folgende 9 Amtsgerichte zugeordnet:
| Amtsgericht                | Sitz           | Bezirk |
| -------------------------- | -------------- | --- |
| Amtsgericht Heinrichswalde | Heinrichswalde | Kreis Niederung, ohne den Teil, der den Amtsgerichten Kaukehmen und Skaisgirren zugeordnet war                                                                                      |
| Amtsgericht Heydekrug      | Heydekrug      | Kreis Heydekrug, ohne den Teil, der dem Amtsgericht Ruß zugeordnet war |
| Amtsgericht Kaukehmen      | Kaukehmen      | aus dem Kreis Niederung die Amtsbezirke Heinrichsfelde, Inse, Karezewischken, Kaukehmen, Lappienen, Norweischen, Rautenburg, Sausseningken, Seckenburg, Stöpen, Tawe, Tawellningken |
| Amtsgericht Memel          | Memel          | Kreis Memel, ohne den Teil, der dem Amtsgericht Prökuls zugeordnet war |
| Amtsgericht Prökuls        | Prökuls        | aus dem Kreis Memel die Amtsbezirke Aglohnen, Kebbeln, Prökuls, Sakuten, Wensken und Teile der Amtsbezirke Dittauen und Gellßinnen und der Forstschutzbezirk Buttken                |
| Amtsgericht Ragnit         | Ragnit         | Kreis Ragnit |
| Amtsgericht Ruß            | Ruß            | aus dem Kreis Heydekrug die Amtsbezirke Ibenhorst, Karkeln, Kurisches Haff, Rupkalwen, Ruß, Schakuhnen, Skirwieth, Spucken, Sziesze und Wenteine                                    |
| Amtsgericht Skaisgirren    | Skaisgirren    | aus dem Kreis Niederung die Amtsbezirke Oschweningken, Parwischken, Groß-Skaisgirren, Wannaglauken und Teile der Amtsbezirke Ossingsen und Deumenen                                 |
| Amtsgericht Tilsit         | Tilsit         | Kreis Tilsit |

Der  Landgerichtsbezirk  hatte 1880 zusammen 273.569 Einwohner. Am Gericht war ein Präsident, zwei Direktoren und elf Richter tätig. Für die Amtsgerichtsbezirke Memel und Prökuls bestand eine Strafkammer am Amtsgericht Memel. Dort war auch eine Kammer für Handelssachen mit zwei Handelsrichtern und Zuständigkeit für die Amtsgerichte Memel, Ruß und Prökuls eingerichtet. Im Jahre 1882 wurde das Amtsgericht Wischwill gebildet. Im Jahre 1885 wurden vier Amtsgerichte (Amtsgericht Heydekrug, Amtsgericht Memel, Amtsgericht Prökuls und Amtsgericht Ruß) des Landgerichts Tilsit dem neu gegründeten Landgericht Memel zugeordnet. Mit der Abtrennung des Memellandes 1920 wurden die Amtsgerichtsbezirke im Landgerichtsbezirk Memel und Tilsit entsprechend der neuen Grenze angepasst. Das Amtsgericht Wischwill kam dabei zum Memelland. Der im Reich verbliebene Rest des Amtsgericht Wischwill kam zum Amtsgericht Ragnit.
Im Jahre 1945 wurden der Landgerichtsbezirk unter sowjetische Verwaltung gestellt und die deutschen Einwohner vertrieben. Damit endete auch die Geschichte des Landgerichtes Tilsit.

## Richter
- Hugo Kalweit (Präsident 1933–1934)